# Zakhchin

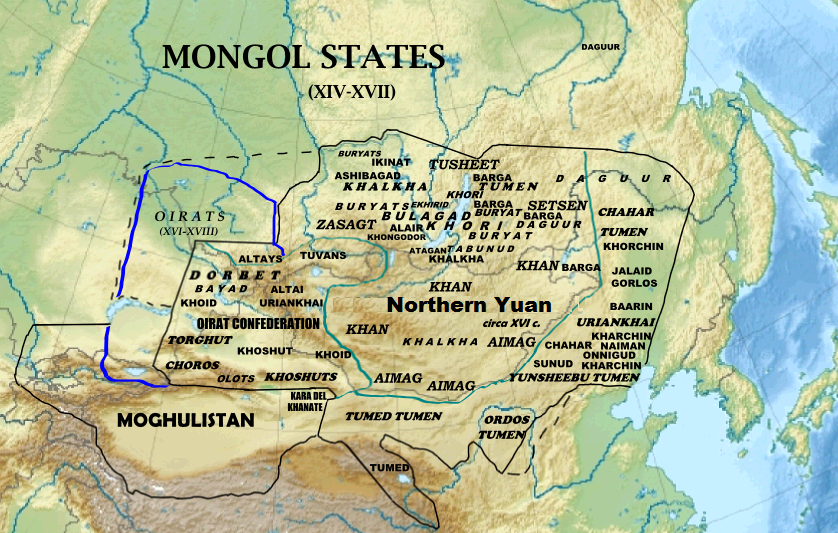

Die Zakhchin waren eine westmongolische Untergruppe der Oiraten, die im Spätmittelalter in der Provinz Khovd der Mongolei lebten. 
Sie sprachen ursprünglich den Zakhchin-Dialekt der Oirat-Sprache, aber tatsächlich wurde die reine Oirat-Sprache von älteren Generationen verwendet, jüngere Generationen verwendeten einen Dialekt, der unter einem starken Khalkh-Einfluss stand.
Die Zakhchins, die 1754 von den Mandschus der Qing-Dynastie erobert und von Zasagt Khan Aimags Tsevdenjav Gün kontrolliert wurden, zogen dann nach Zereg und Shar Khulsan.